# 德昌字庫塔群
德昌字庫塔群位於四川省涼山州德昌縣，文物遺址年代判定為清。2012年7月16日公佈為第八批四川省文物保護單位。
德昌字庫塔群共由六座字庫塔組成，分別位於德昌縣的茨達鄉、巴洞鄉、德州鎮、六所鄉、小高鄉、麻粟鄉等六個鄉鎮，建造于清道光至光緒年間。德昌字庫塔群是目前安寧河谷諸縣中保存最完整的字庫群，對研究德昌的歷史文化和古建築特點具有重要的科學價值。1992年，德昌字庫塔群被德昌縣人民政府公佈為縣級文物保護單位。